# 諏訪神社 (立川市柴崎町)
諏訪神社（すわじんじゃ）は東京都立川市柴崎町にある神社。地名を冠して立川諏訪神社（たちかわすわじんじゃ）とも称される。獅子舞と相撲の名社とされている。
この項では本殿に並んで祀られている合祀社の八幡神社、末社の稲荷神社についても記す。

## 歴史

### 創建
諏訪神社に伝わる由緒書によれば、811年（弘仁2年）7月27日信濃国から諏訪大神を、柴崎村出口（現立川市柴崎町、諏訪の森公園）に勧進鎭祭したのが創建とされる。
諏訪の森公園に建つ「旧宮址」の石碑には、「弘仁弐年六月弐十七日　勧請信州諏訪大神」と刻まれている。
天正14年武蔵野野火 - 1586年（天正14年）11月9日、武蔵野に野火が起こり、社殿・宝物・旧記・神主の系図などが消失。

### 江戸時代以降の歴史
武蔵野野火での消失以降は以下の通り。
- 1670年（寛文10年）、従来の場所から社地を移して、諏訪神社本殿再建。
- 1741年（寛保元年）：本殿造立。
- 1750年（寛延3年）：本殿造立。
- 1787年（天明7年）：日吉神社神殿造立。
- 1804年（文化元年）：本殿破壊・修復。
- 1819年（文政2年）：境内末社稲荷神社創建。
- 1824年（文政7年）：八幡神社火災で焼失。
- 1841年（天保12年）：八幡神社再建。
- 1853年（嘉永6年）：金毘羅神社創建。
- 1907年（明治40年）：諏訪神社本殿に八幡神社ご神体を合祀。
- 1907年（明治40年）：境内末社に津島神社を祀る。
- 1910年（明治43年）：浅間神社合祀。
- 1914年（大正3年）：稲荷神社・日吉神社・金毘羅神社改築。
- 1930年（昭和5年）：大鷲神社を津島神社に勧進・合祀。
- 1954年（昭和26年）：諏訪神社、宗教法人となる。
- 1964年（昭和39年）：八幡神社本殿、覆舎改築。
- 1994年（平成6年）10月26日：神社焼失。
- 2002年（平成14年）4月7日：諏訪神社・八幡神社・稲荷神社本殿が再建。
- 2021年（令和3年）6月：立川ロータリークラブが、新型コロナウィルス感染拡大下で、疫病から人々を守るとされるアマビエ像を寄贈。

## 祭神
建御名方神（たけみかたのかみ）
この神は大国主神（おおくにぬしのかみ）の2番目の子。
昔から軍神と農耕の神として祭られる。
- 浅間神社：木花之佐久夜毘売命（このはなさくやひめのみこと）
- 日吉神社：大山咋神（おおやまくいのかみ）
- 金刀比羅神社：崇徳天皇[8]、大物主命（おおものぬしのみこと）[9]
- 疱瘡神社：少彦名命（すくなひこなのみこと）
- 目の神社

## 境内

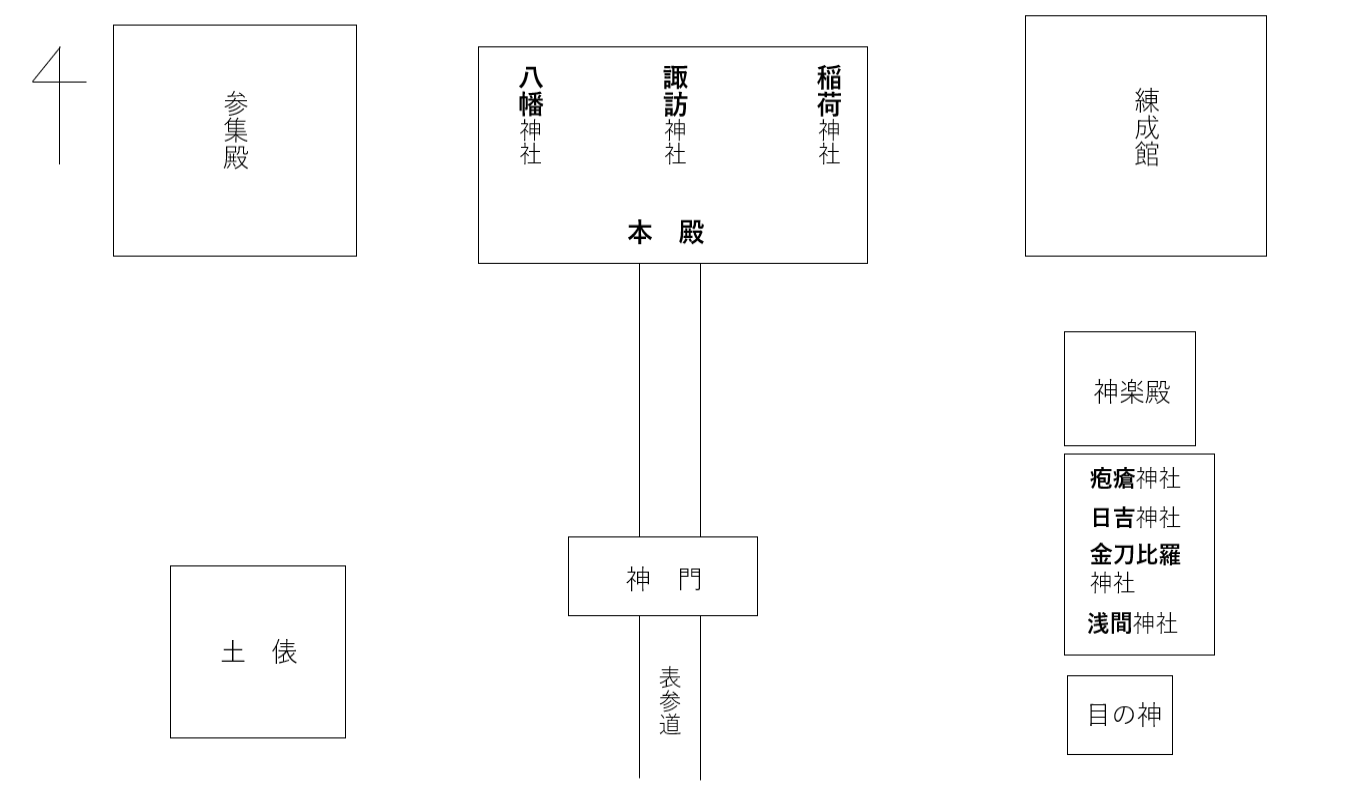
立川諏訪神社の見取り図

### 神楽殿
1929年（昭和4年）神楽殿新築工事完成。1966年（昭和41年）台風により倒壊。1968年（昭和43年）新神楽殿完成。

### 社務所
1909年（明治42年）初めて社務所を設置。

### 境内末社
- 疱瘡神社：創建年月は不詳[11]。
- 日吉神社：811年（弘仁2年）7月27日創建[8]。御祭神は大山咋神（おおやまくいのかみ）1787年（天明7年）神殿造立[8]。1914年（大正3年)に改築[8]。
- 金毘羅神社：1853年（嘉永6年）創建[8]。御祭神は崇徳天皇[8]。1914年（大正3年）に改築[8]。
- 浅間神社：以前は、上古新田の富士塚（現：立川市富士見町1丁目）にあった。御祭神は木花之佐久夜昆売命（このはなさくやひめのみこと）[8]。 創建年代は不明。江戸時代には天台宗延暦寺派妙覚寺に付属していた[8]。維新で、祭祀の礼が絶えたことから、1910年（明治43年）に諏訪神社に合祀[8]。
- 目の神様：創建年月は不詳[11]である。以前この地にもみの大木が立っており、その幹を、住民が崇めるようになり、生み出された神様だと言い伝えられている。[12]

### その他の施設など
- 殉国慰霊碑：1963年（昭和38年）建立[10]。
- 諏訪神社御鎮座壱千弐百年の記
- 随身像
- 土俵 - 例祭にて奉納相撲が行われる[13]。
- 立川市練成館 - 柔道・剣道・弓道・相撲の練習場[14]
- 参集殿

## 文化財
- 諏訪神社獅子頭及び太鼓胴：1963年（昭和38年）6月22日立川市の文化財に指定。雄獅子1、雌獅子1、太鼓胴3が残っており、元禄ごろに制作されたもの。 柴崎町、富士見町などで伝承されてきた獅子舞で使用されていた。

- 諏訪神社の獅子舞：立川市の無形民俗文化財。演目は、一通り、二舞い込み、三おかざき、四向いで、五鹿島、六雌獅子がかり、七松山、八腰やすめ、九とびきり、十十七、十一山がら、十二さらさら、がある。「十二狂い」と言われ、「十二にわ」舞うという。演目それぞれに唄が伴われ、棒使いが「ヤアットォ」と声をかける。獅子を舞う人数は、牡獅子二人、牝獅子一人、天狗一人。囃し方として、法螺貝一人、笛数人、唄方数人で行われる[15]。獅子舞の先払い役として棒使いがあり、山中（富士見町）の五十嵐家が、三河国で棒術を習ったと伝えられる。鈴木平九郎が天保年間から安政年間に記した「公私日記」には、獅子舞と棒使いがそれぞれ宿で稽古や支度をして、祭礼に臨んだと記されている。宿は、地区内の家が当番で務め、食事や風呂の接待を行った。負担が大きいが名誉なこととされていた。農家の減少とともに、宿の確保が難しくなり、公民館のような共同施設が使われるようになった。1963年（昭和38年）に、獅子舞の保存と継承のために「諏訪神社獅子舞保存会」が設立された[16]。現在、獅子舞は、「立川市獅子舞芸能保存会」によって、保存・継承されている。同会には、令和元年現在、小学生から80歳代までの30人ほどが所属。獅子舞は、高校生や大学生が演ずる。棒使いは、小学生が演じる。獅子舞に興味を持ち、継承する若手を増やすために、地元の小中学校で獅子舞の授業を行っている[17]。

## 八幡神社
諏訪神社本殿は、正面に諏訪神社、左手に八幡神社、右手に稲荷神社が配されており、建造物として他の末社とは分けられている。
八幡神社（はちまんじんじゃ）は1907年（明治40年）7月まで東京都立川市柴崎町1-7-17にあり、以降は諏訪神社に合祀されている神社。
1252年（建長4年）8月15日に創建され、当時現在の立川市にて勢力をふるっていた立川氏の氏神として代々擁護を受けてきた。
1586年（天正14年）の野火で諏訪神社とともに社殿が焼失し、諏訪神社に先立って再建されたが、さらに1824年（文政7年）に再び火災に見舞われた。1841年（天保12年）に改めて造営された。
明治の中頃、村内で秋蚕の生産が盛んになったため、従来8月15日に行われていた祭礼が9月15日に変更された。
しかし、1907年（明治40年）11月、無住のため社殿の維持が困難になったため、御神体を諏訪神社に合祀、旧本殿も併せて神社境内に移築された。
1994年（平成6年）10月26日の不審火で焼失し、諏訪神社とともに再建された。
諏訪神社内で保管されている八幡神社本地仏像は戦国時代の立川氏を知る重要な資料として知られている。

### 八幡神社大欅
立川市柴崎町1丁目7番7号先にある、立川市内最大級の樹木で、立川市指定天然記念物（1955年〈昭和30年〉7月11日）。
八幡神社創建当時に植えられたとされている。指定当時、周囲6メートル、高さ28メートルあった。2000年の観測では樹齢が300年以上、周囲6メートル、高さが9メートルとなっている。

### 柴一八幡公会堂
別名「獅子宿」と呼ばれている立川市にある公会堂。八幡神社大欅の向かい側に位置し、毎年8月に催される諏訪八幡両神社例大祭に奉納する獅子舞（1967年〈昭和42年〉9月13日立川市無形民俗文化財指定）の練習場に使用されている。この獅子舞は元禄時代からの伝承と伝えられており、祭礼当日にはこの公会堂から諏訪八幡両神社に隊列を組んで出発し、神社境内において獅子舞を演舞奉納している。

### 八幡神社本殿跡
柴崎町1-7-17にある。1955年（昭和30年）3月10日立川市の文化財に指定。1252年（建長4年）8月15日に鎮祭され、その後2度（天正14年、文政7年）の火災により、1841年（天保12年）に再造営された。 その後、1907年（明治40年）11月27日に当時の諏訪神社拝殿東側に移築された。

## 稲荷神社

### 祭神
宇迦御魂神（うかのみたまのかみ）

### 歴史
1819年（文政2年）6月の創建。1914年（大正3年）5月に旧社殿の形に造営される。1994年（平成6年）10月26日の火災により、焼失。2001年（平成13年）7月末日に本殿と共に現在の形となる。

## 年中行事
年中行事は以下のとおりである。
- 1月1日 - 歳旦祭
- 1月3日 - 新年交通安全祈願祭
- 1月15日 - 成人祭・ドンドン焼き
- 2月3日 - 節分祭（豆まき）
- 午の日 - 初午祭・二の午祭（稲荷神社）
- 2月11日 - 建国祭
- 4月10日 - 末社金刀毘羅神社祭
- 4月17日 - 春祭り（祈年祭）
- 5月上申日 - 末社日吉神社祭
- 7月25日 - 夏祭り（天王祭）
- 8月28日直近の金曜 - 例大祭宵宮祭 土曜 - 例大祭（諏訪神社） 日曜 - 例大祭（八幡神社）
  - 例大祭は戦前から、奉納相撲と獅子舞は300年以上の歴史がある[29]。境内には露店が250軒以上も軒を連ねる年もある[30]。
  - 地元の自治会や商店街主催の祭り「立川諏訪祭り」が、例大祭に合わせて開催され、神輿や太鼓、山車、お囃子などが出て、祭りに活気を添えている。また、神輿の「宮出し」「宮入り」では、神輿がやっと通り抜けられる大きさの隋身門（神門）を神輿が通り抜ける様子が、祭りの見どころとなっている。[17]
- 9月15日 - 秋祭り・奉納芸能大会
- 11月1日 - 菊花展（15日まで）
- 酉の日 - 一の酉・二の酉・三の酉（大鷲神社）
- 11月15日 - 七五三祭
- 11月27日 - 新嘗祭
- 12月31日 - 除夜祭
- 毎月1日 - 月次祭

## その他
中村光著の漫画『聖☆おにいさん』の舞台は東京都立川市とされており、作中に諏訪神社が登場する。
2013年（平成25年）7月3日に行われた立川駅北口西地区の再開発に伴う起工式では、諏訪神社の神職によって祝詞が奏上された。2016年（平成28年）に竣工し名称は立川タクロスとなった。
テレビドラマ「ごくせん」のロケ地として使用された。

### 火災と再建
1994年（平成6年）10月26日未明、火災が発生し、諏訪神社・八幡神社の建物、事務所、結婚式場を延焼した。発生時間の午前2時ごろは、神社関係者は就寝中だったため、火災報知器の音で気付くも消火ができない状態だった。
指定文化財のうち、諏訪神社本殿付棟札、旧八幡神社本殿付棟札、諏訪神社獅子頭及び太鼓胴は、宝物殿に保管されていて無事であった。八幡神社本地仏像は、立川市歴史民俗資料館に保管されていて無事であった。
諏訪神社は、消火作業で引き倒されていたが、梁の組み構造は残っていた。八幡神社は、建物本体の骨組や、彫刻が残っていた。
諏訪神社は、被災後すぐに再建の方針を決め、再建委員会を設置した。
立川市が、指定文化財の被害の調査を行ったところ、本殿についての建築調査を（昭和60年）（昭和61年）に行い、報告書を作成していたため、復元の可能性があることがわかった。本殿の焼け跡の部材の解体調査を行い、データを取得した。
この結果をもとに、株式会社臼井裕泰空間文化設計所の設計、清水建設株式会社の施工により、諏訪神社を再建した。再建にあたっては、調査によって明らかになった結果をもとに、文化財として復原した。
さらに、諏訪神社本殿を本神、八幡神社本殿を祖先神、稲荷神社本殿を土地神と想定し、一つの覆舎の中に、三神並列の形式で祭祀した。

### 諏訪通り
諏訪神社への参道である諏訪通りは、現在諏訪通り商店街となっている。
「諏訪通り」の名称がいつから使用されているのかは、明らかではない。
以前は、さまざまな名称で呼ばれていたようである。
明治末期生まれの住民の記憶に基づいて作成された地図「大正6年頃の原市場通り（現在の諏訪通り）の人家」が、歴史民俗博物館に所蔵されており、「立川の昭和史　第二集　昭和初期の耕地整理と鉄道網の発達」にも掲載されている。また、この住民の記憶によれば、「諏訪通り」は、以前は「役場通り」とも呼ばれていた。大正2年までは、立川村役場が、諏訪神社の南にあったためではないかと考えられる。さらに、この住民の記憶によれば、原市場は、諏訪神社の諏訪通りをはさんだ向かい側にあった。
また、昭和8年12月の立川印刷所のチラシには、諏訪通りを「小学校通り」と記している。現在の第一小学校は、大正３年に諏訪神社に隣接する位置に移転したことから、このように呼ばれたようである。。

## ギャラリー

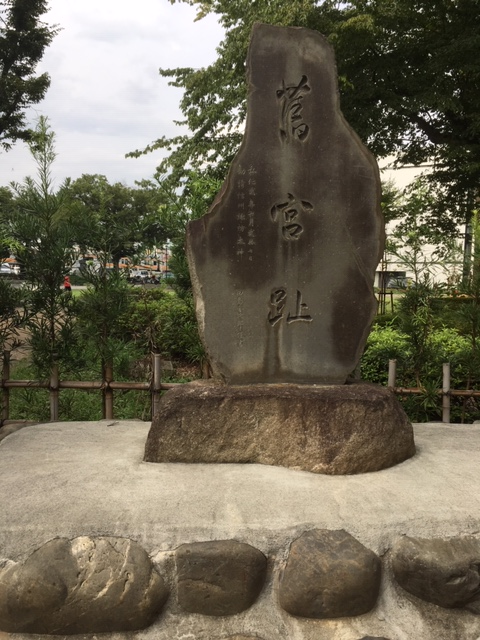
旧宮址
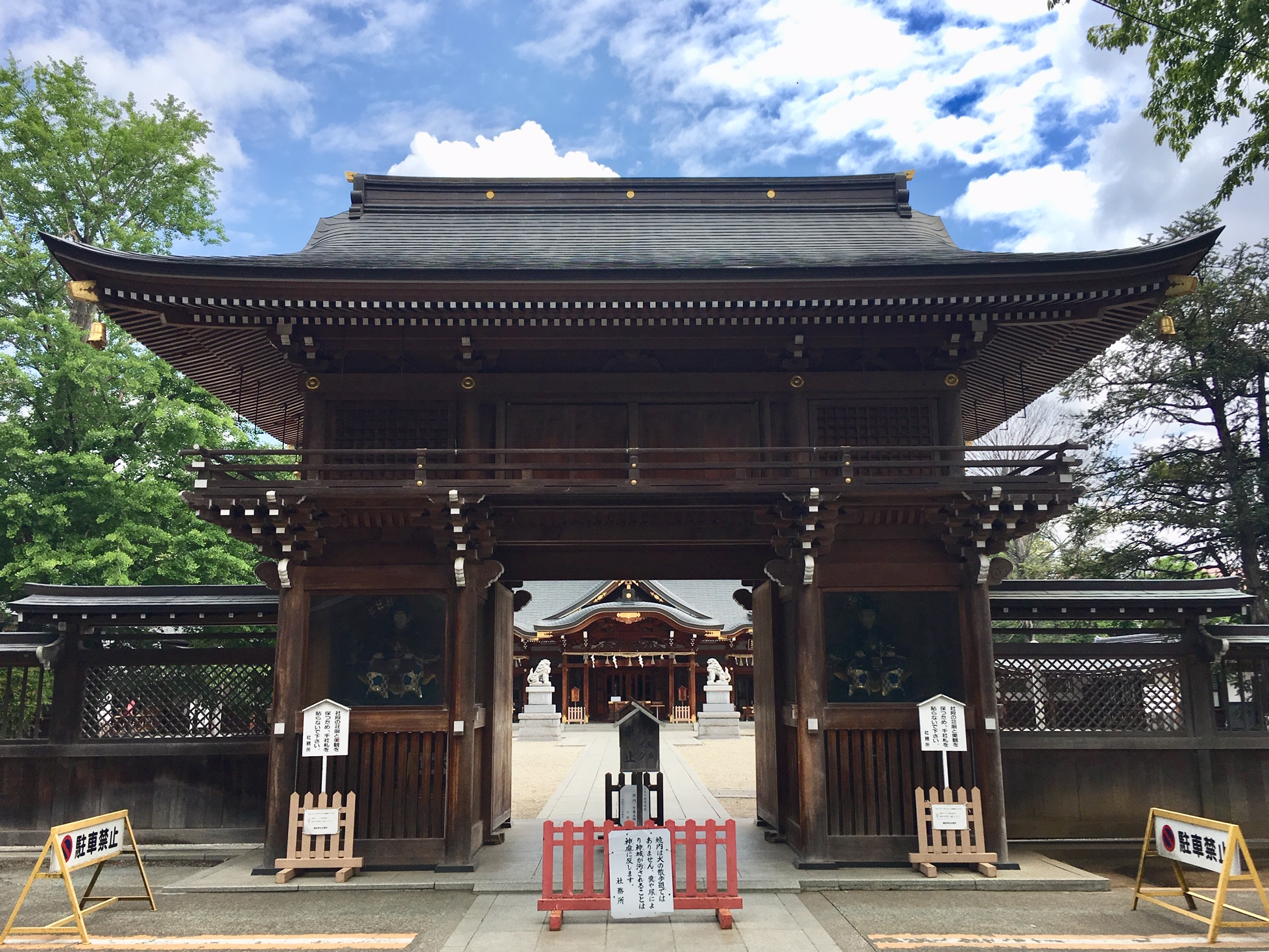
神門
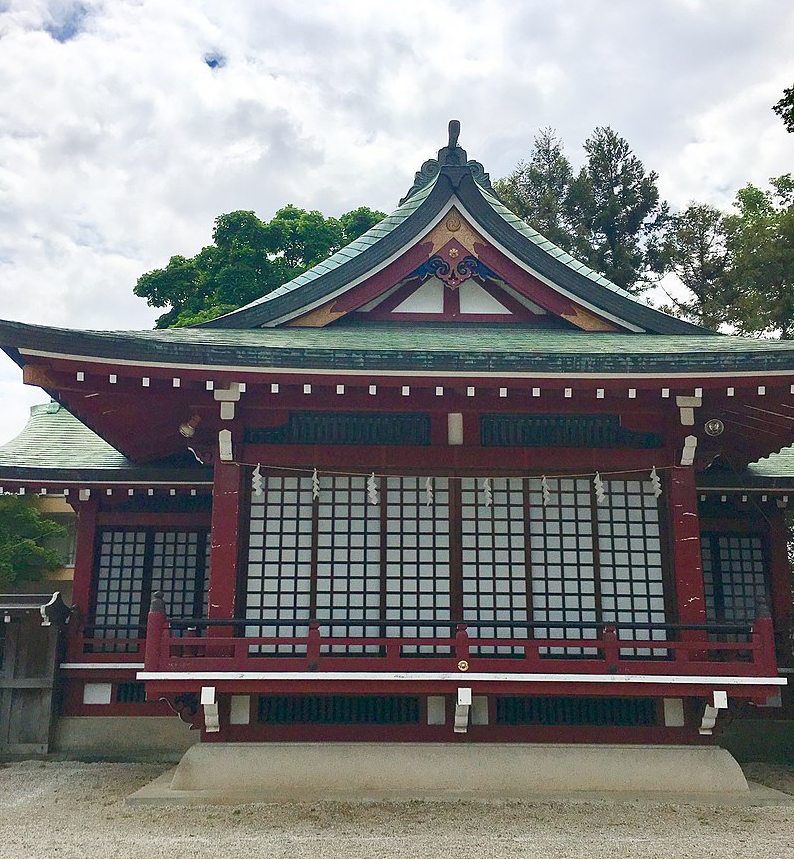
神楽殿
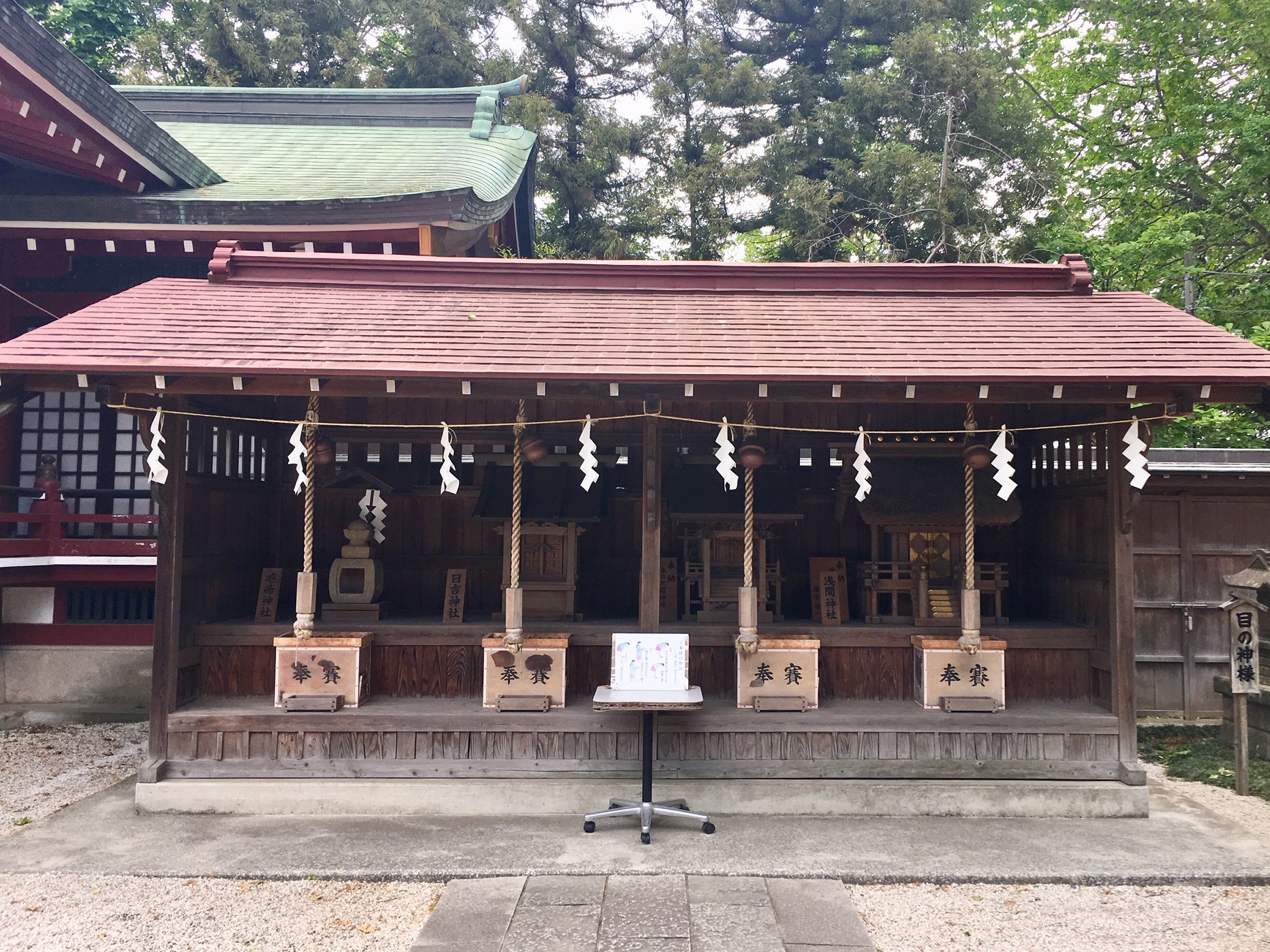
境内末社
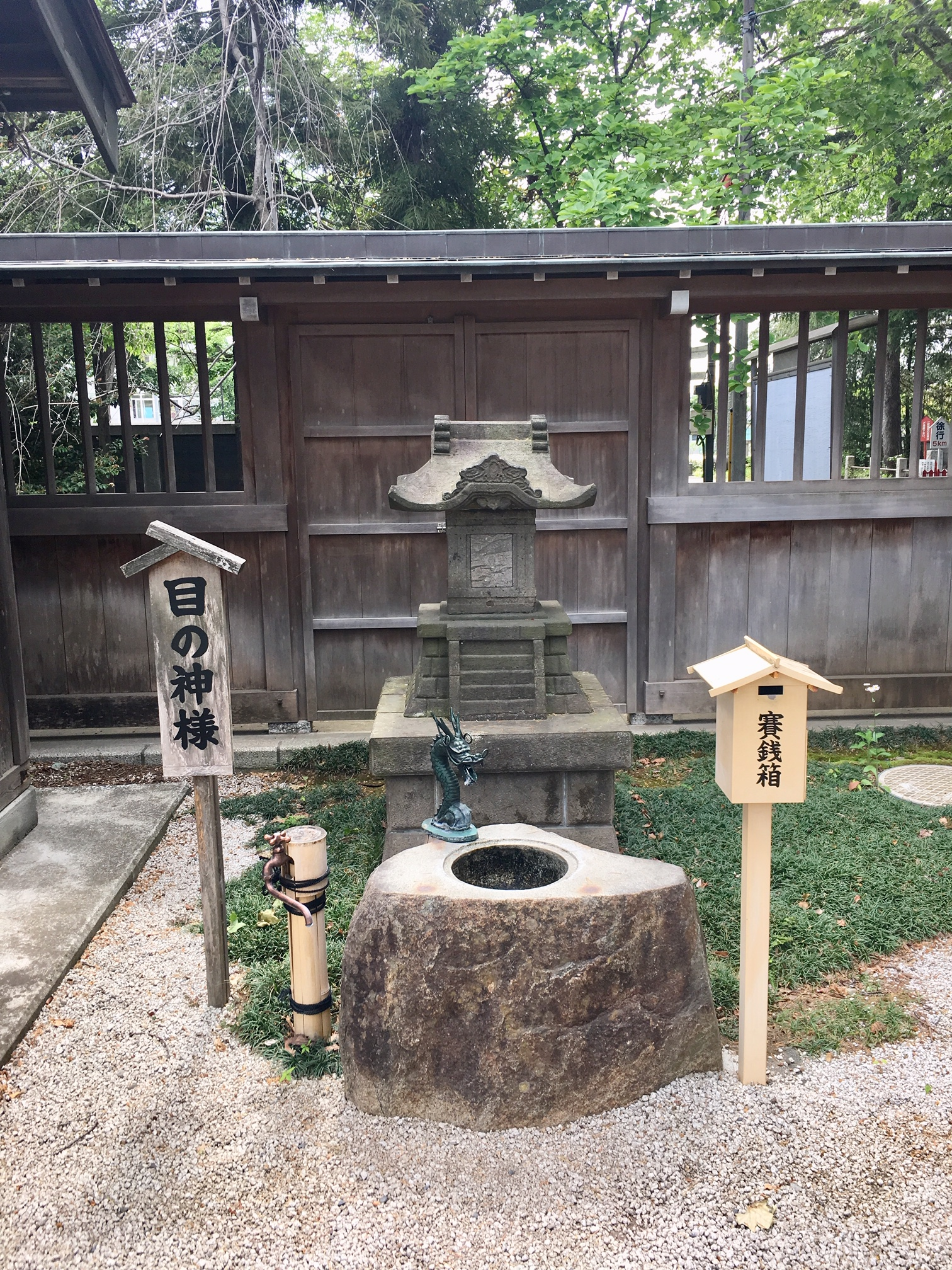
目の神様
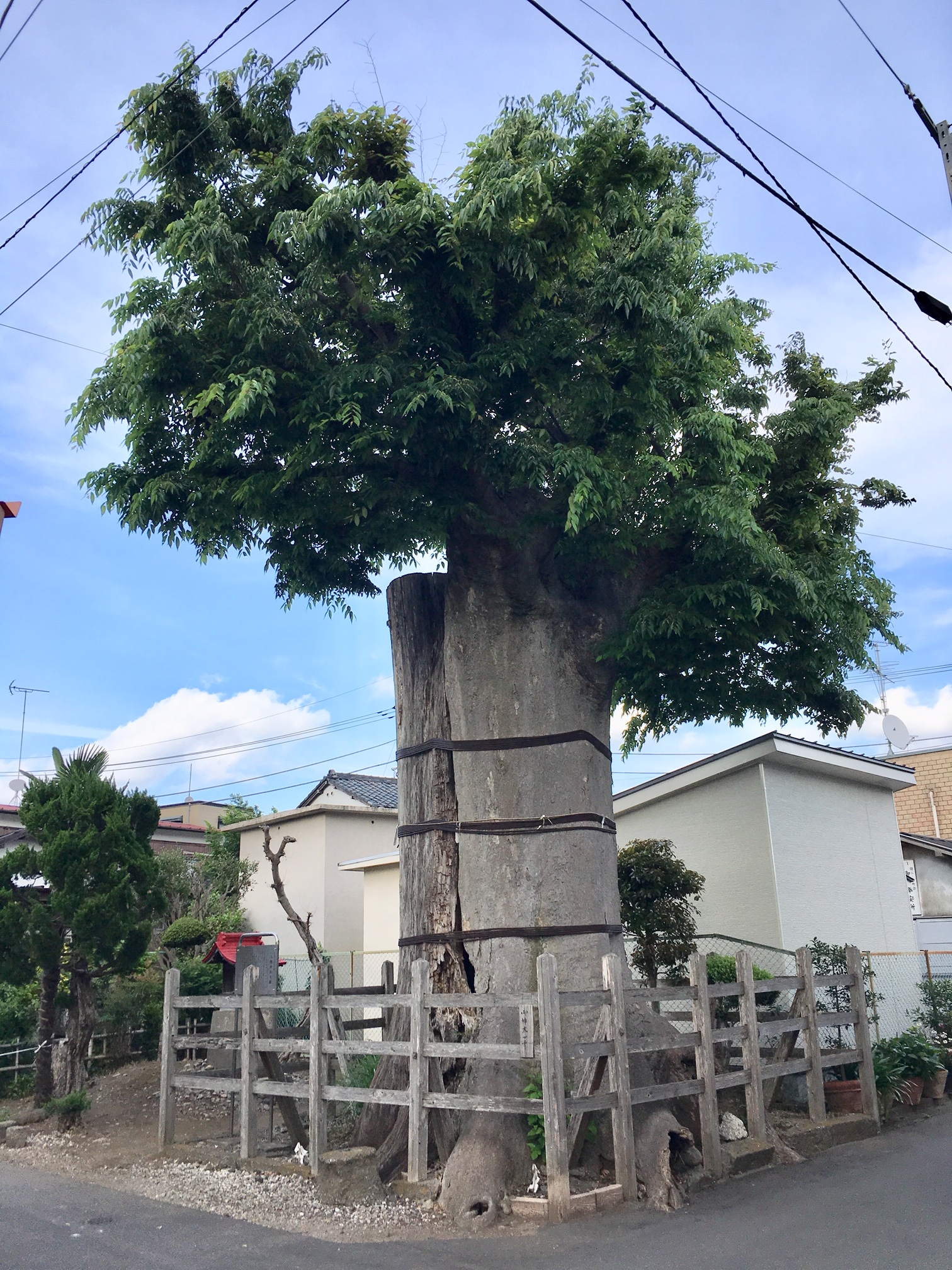
八幡神社大欅
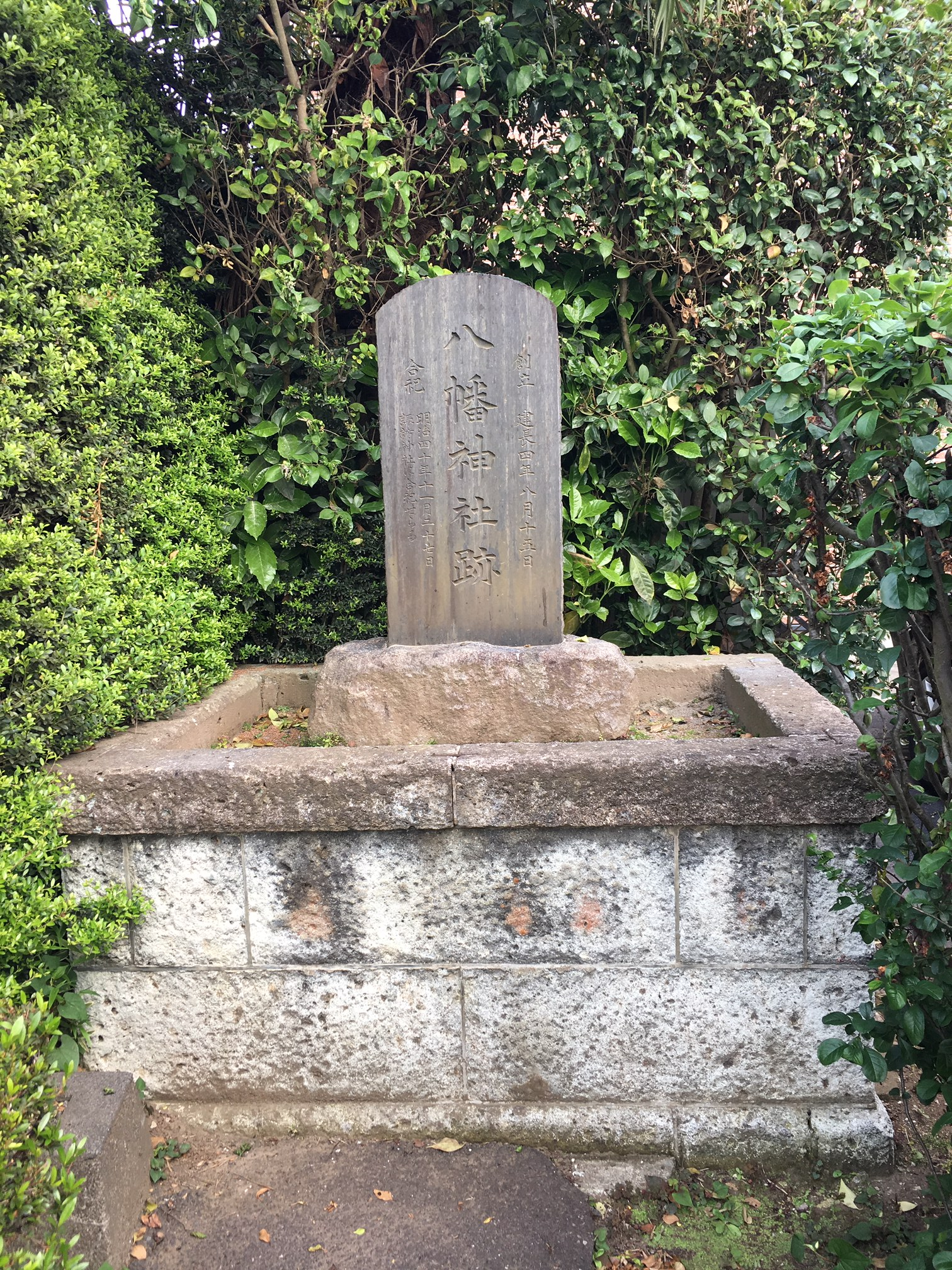
八幡神社本殿跡
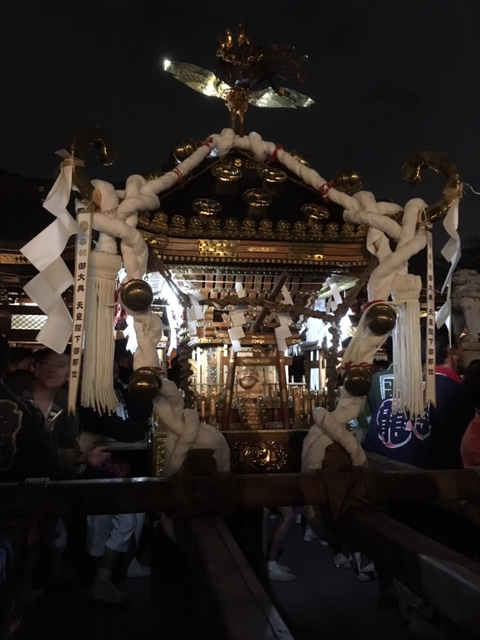
例大祭での神輿
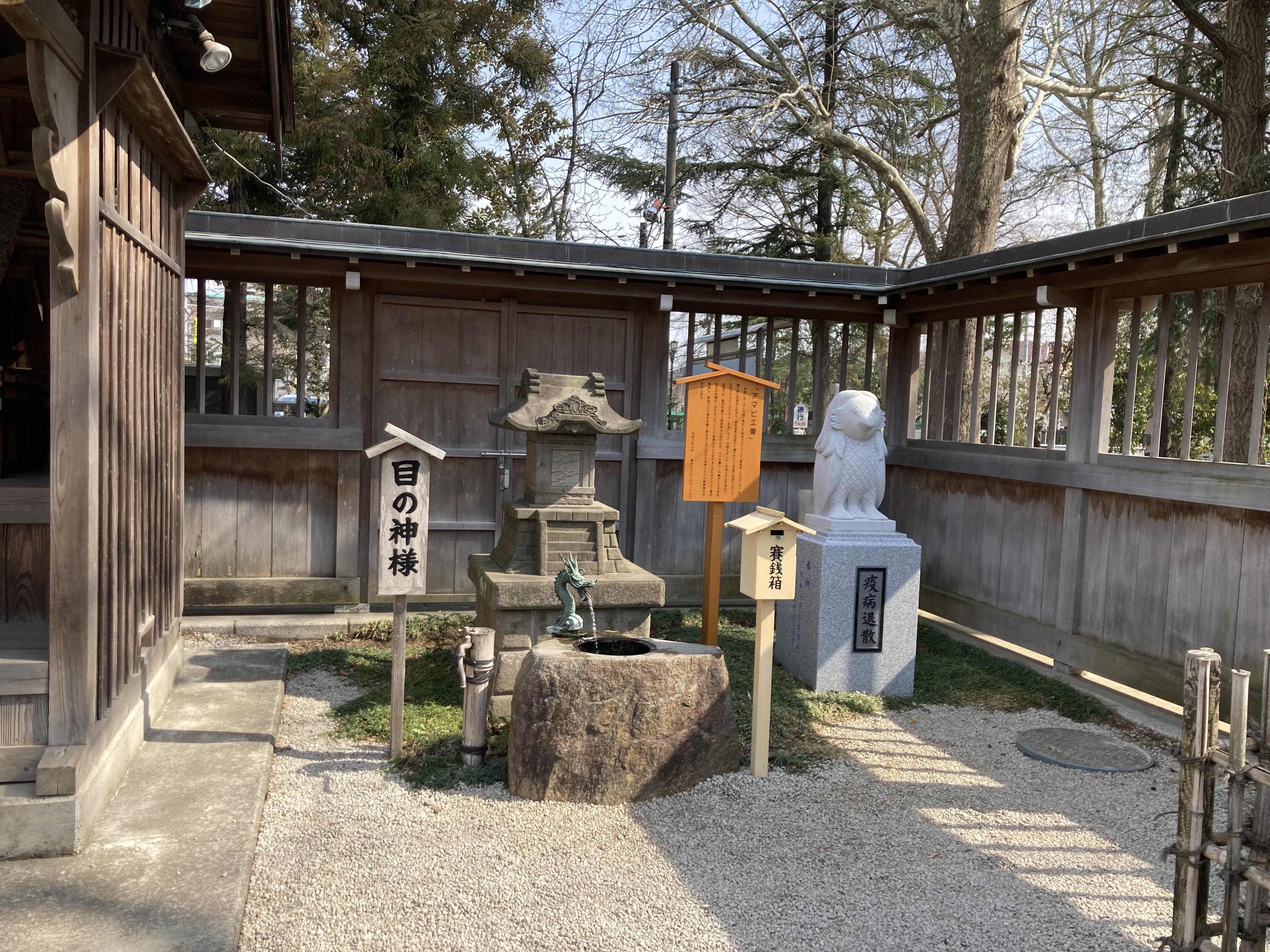
アマビエ像

## 交通アクセス
最寄り駅：JR東日本 立川駅から徒歩10分